# Галерея польського мистецтва 19 століття в Сукєнніце (Краків)

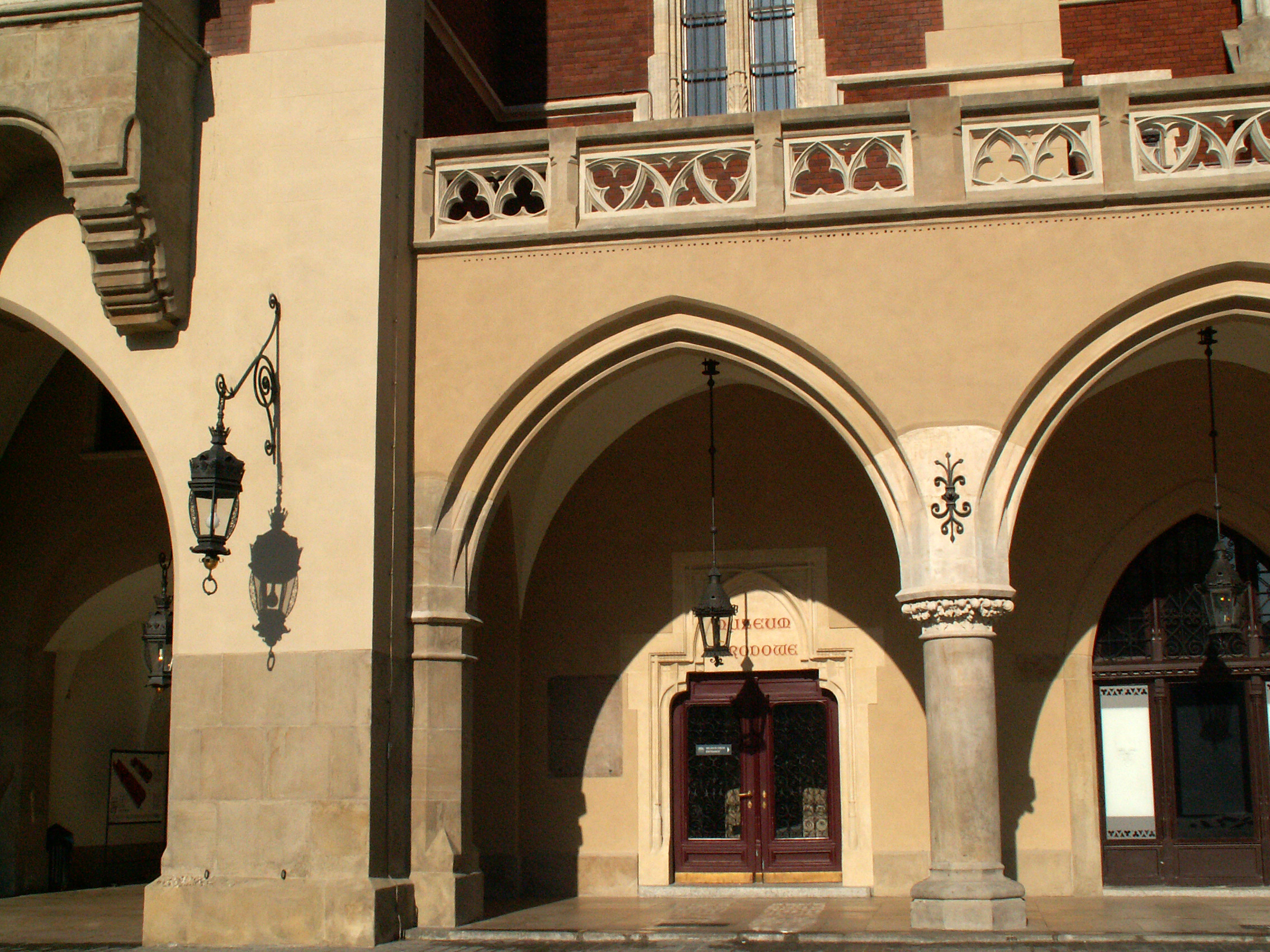
Вхід до музею

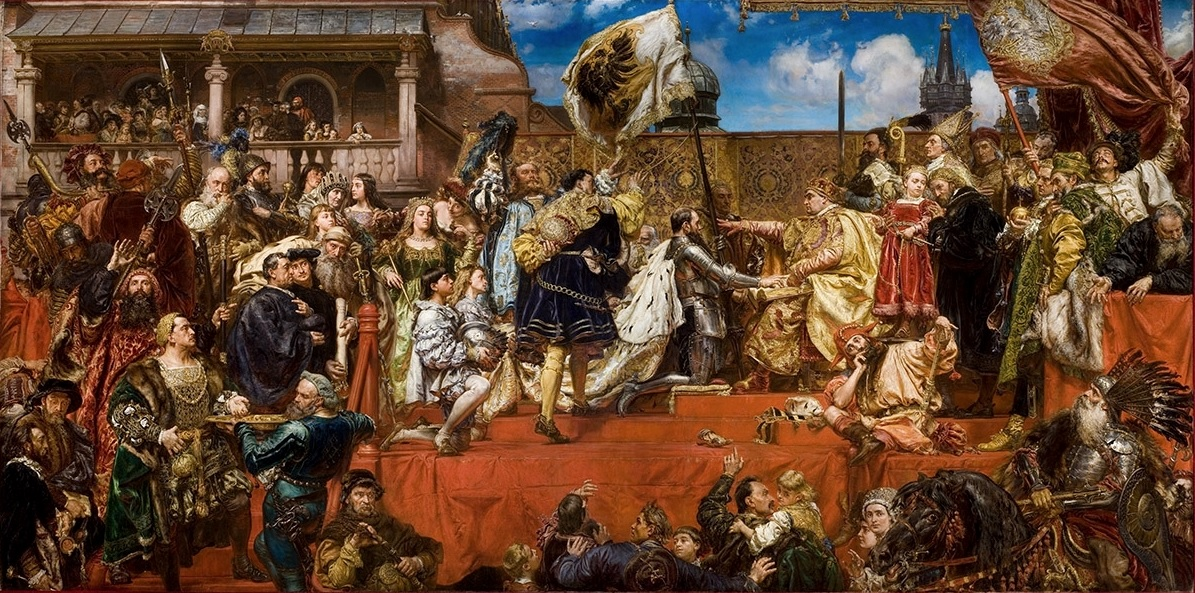
Ян Матейко - Прусська данина, 1882

Галерея польського мистецтва 19 століття в Сукєнніце (пол. Galeria Sztuki Polskiej XIX wieku w Sukiennicach)- філія Національного музею в Кракові. Галерея, розташована на першому поверсі Сукєнніце (пол. Sukiennice) (Площа Ринок 1/3), є найстарішим філіалом Національного музею. Ініціатором заснування був Генрик Семирадський, який подарував музею свою знамениту картину Смолоскипи Нерона. Перша постійна виставка була відкрита в Сукєнніце у 1884 році .

## Експозиція
На даний час галерея є визначною постійною виставкою польського живопису та скульптури 19 століття у Польщі. Роботи експонуються у чотирьох залах: Просвітництво (зала Баччареллі), Романтизм. Назустріч національному мистецтву (зала Пйотра Міхаловського), Навколо Академії (зала Семірадського, колишня Прусська данина) та Реалізм, польський Імпресіонізм, початки Символізму (Зала Хелмонського, колишня Четверо).
У Залі Просвітництва представлені історичні та жанрові сцени, а також портрети, створені у другій половині XVIII століття, що ілюструють класицистичні та передромантичні напрямки польського мистецтва. Тут можна побачити роботи іноземних художників: Марчелло Баччареллі, Пер Крафта Старшого, Юзефа Грассі, художників, привезених до країни польським королем Станіславом Августом Понятовським та магнатами, також можна побачити роботи польських художників: Олександра Орловського, Казімєжа Войнаковського і Франциска Смуглевича.
Зала Пйотра Міхаловського, найвидатнішого польського художника-романтика, представляє серію, присвячену битві при Сомосьєррі, портрети євреїв, селян і дітей; це найбільша колекція цього художника в Польщі. Є також Портрет генерала Дембінського - Генрика Родаковського та картини, що зображують історію повстання та долю поляків, засланих до Сибіру : Прощання та привітання - Артура Ґроттгера, Смерть Елленаї, Святвечір у Сибіру - Яцка Мальчевського.
Зала Навколо Академії (колишня Прусська данина) — це історична картина, у цій залі представлені такі відомі картини, як: Смолоскипи Нерона — Генрика Семірадського; Костюшко біля Рацлавіц, Іван Грозний, Вернигора — Яна Матейки; а також тимчасово Рейтан. Картина Прусська данина повернулася з виставки «Поруч. Польща – Німеччина» в Берліні на постійне місце у Галерею польського мистецтва ХІХ століття в Сукєнніце. У залі Хелмонських експонуються пейзажний живопис Яна Непомуцена Ґловацького та Станіслава Масловського (Схід місяця), жанровий живопис — знамениті Четверо та Буря Юзефа Хелмонського та роботи Олександра Коціса. У цій кімнаті також представлені реалістичні композиції Олександра Ґеримського (Тромбки та Вечір над Сеною), символічні полотна Юзефа Хелмонського та Адама Хмельовського, а також імпресіоністичні композиції Леона Вичулковського. Статус митця в суспільстві 19-го століття показано у Вступі Яцека Мальчевського та Шал Владислава Подковінського.
Галерея польського мистецтва 19-го століття в Сукєнніце також еспонує скульптури Якуба Татаркевича, Пія Велонського, Антонія Курцави та Антонія Мадейського .

## Проект "Нове Сукєнніце".
Проект «Нове Сукєнніце» полягав у ґрунтовній реконструкції та модернізації філії Національного музею в Кракові. Він тривав з 31 серпня 2006 року по 3 вересня 2010 року. В той час експонати були перевезені до Королівського замку в Неполоміце  .

## Галерея

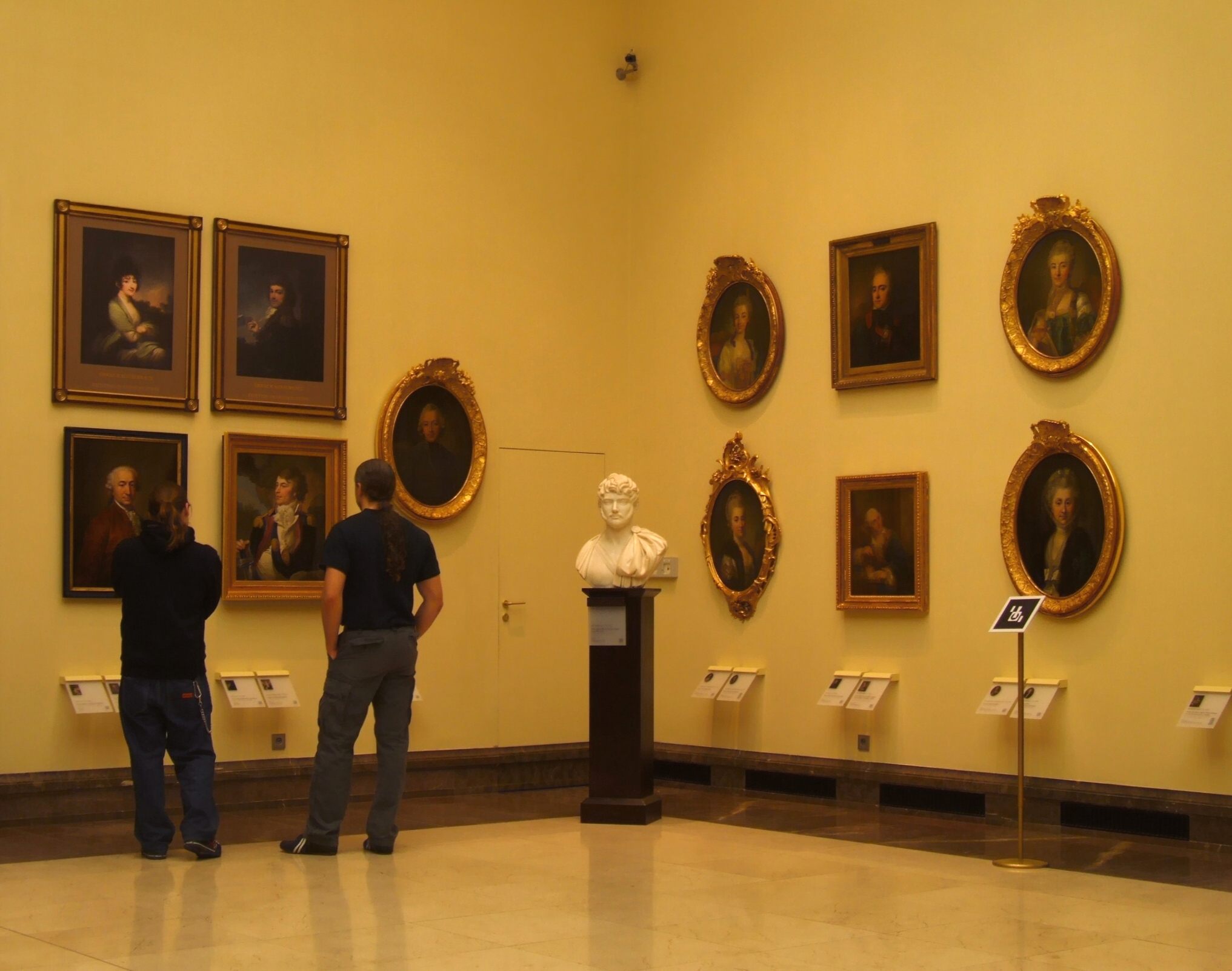
Зала Баччареллі
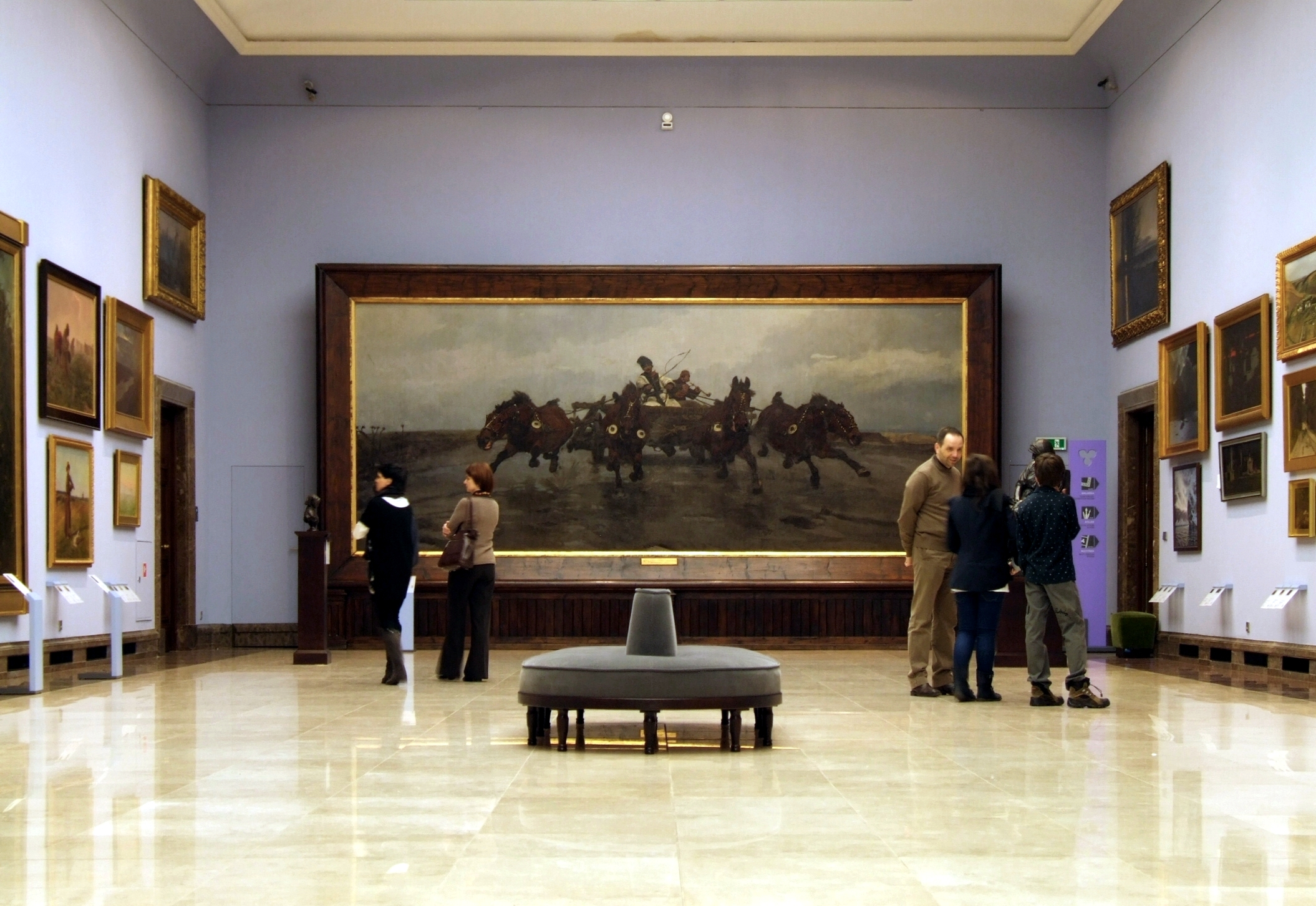
Зала Хелмонського з картиною Четверо, 1881
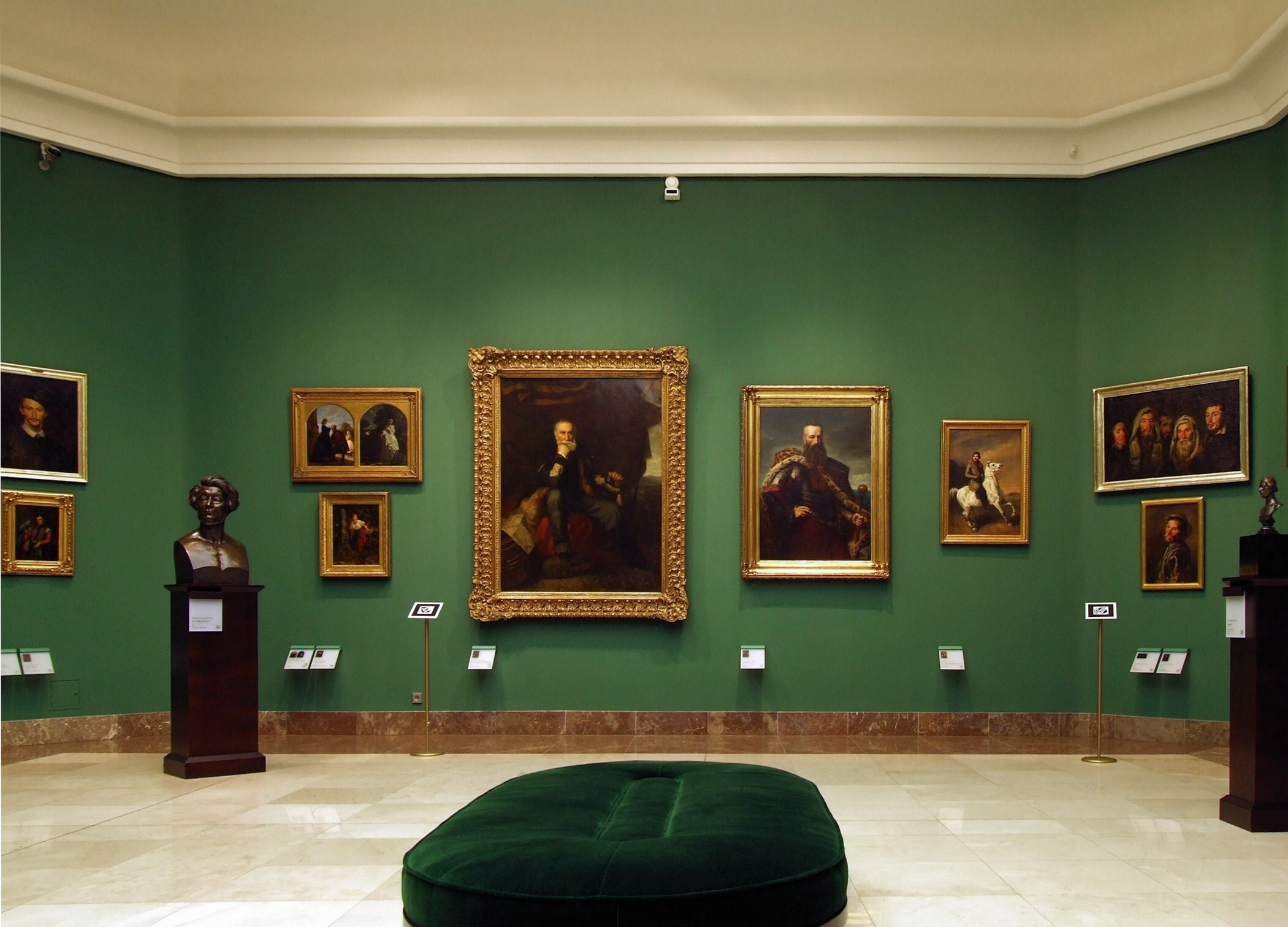
Зала Міхаловського
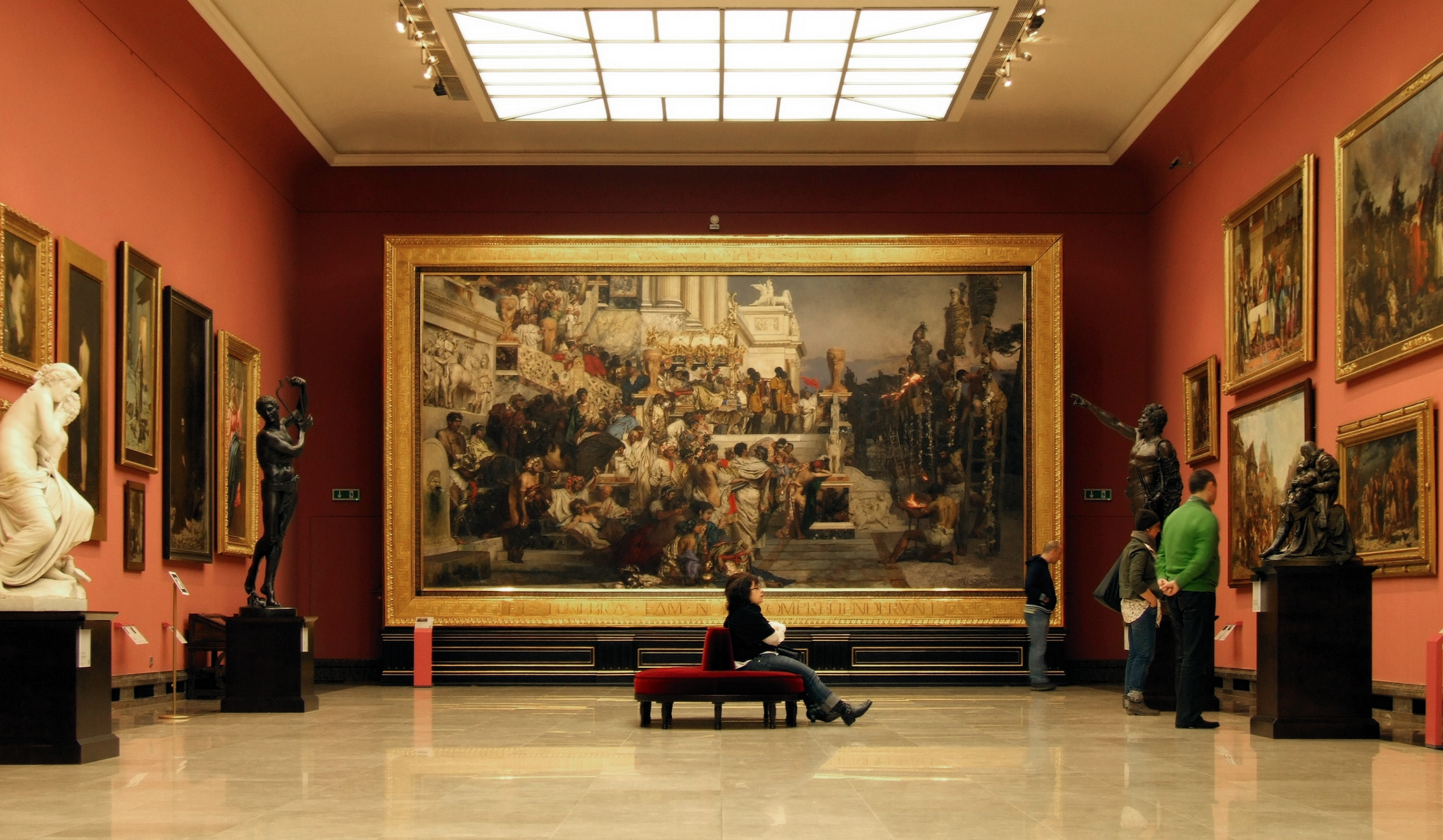
зала Семірадського з картиною Смолоскипи Нерона, 1876